# Вулиця Франца Ксаверія Бонна (Львів)
Абхазька вулиця — вулиця у Шевченківському районі міста Львова, в місцевості Збоїща. Пролягає від вулиці Джона Леннона до лісопаркової смуги Нових Збоїщ.

## Історія та забудова
Вулиця утворилася у результаті приєднання частини приміського села Збоїща, так званих Нових Збоїщ, до Шевченківського району міста Львова 2 квітня 1958 року, а свою назву отримала у 1962 році і походила вона від найменування автономної республіки Абхазія, що у складі Грузії. 
13 листопада 2023 року на комісії Львівської міської ради з найменування та перейменування назв вулиць, провулків, проспектів, площ, скверів та споруд у місті Львові було вирішено перейменувати вулицю Абхазьку на честь українського дипломата бельгійського походження, священника УГКЦ, капелана УГА, заступника міністра закордонних справ ЗУНР Франца Ксаверія Бонна. Остаточне рішення щодо перейменування вулиці мають затвердити депутати на черговій сесії Львівської міської ради.
Вулиця Франца Ксаверія Бонна забудована приватними садибами, у тому числі будинками 1930-х років у стилі конструктивізму. В одноповерховому садибному будинку під № 4 у 1950-х роках розташовувався підпільний монастир Згромадження сестер св. Йосифа Обручника Пречистої Діви Марії. Будинок розібраний у 2015 році.